# Little Creek
Little Creek és un poble dels Estats Units a l'estat de Delaware. Segons el cens del 2000 tenia 195 habitants.

## Demografia
Segons el cens del 2000, Little Creek tenia 195 habitants, 67 habitatges, i 49 famílies. La densitat de població era de 684,5 habitants/km².
Dels 67 habitatges en un 40,3% hi vivien nens de menys de 18 anys, en un 46,3% hi vivien parelles casades, en un 14,9% dones solteres, i en un 25,4% no eren unitats familiars. En el 20,9% dels habitatges hi vivien persones soles el 13,4% de les quals corresponia a persones de 65 anys o més que vivien soles. El nombre mitjà de persones vivint en cada habitatge era de 2,91 i el nombre mitjà de persones que vivien en cada família era de 3,32.
Per edats la població es repartia de la següent manera: un 33,8% tenia menys de 18 anys, un 5,6% entre 18 i 24, un 29,2% entre 25 i 44, un 14,9% de 45 a 60 i un 16,4% 65 anys o més.
L'edat mediana era de 34 anys. Per cada 100 dones de 18 o més anys hi havia 89,7 homes.
La renda mediana per habitatge era de 39.375 $ i la renda mediana per família de 41.563 $. Els homes tenien una renda mediana de 27.250 $ mentre que les dones 25.000 $. La renda per capita de la població era de 13.418 $. Aproximadament el 7,7% de les famílies i el 18,8% de la població estaven per davall del llindar de pobresa.

## Poblacions més properes
El següent diagrama mostra les poblacions més properes.